# Fußball-Bezirksklasse Westfalen
Die Bezirksklasse Westfalen war eine zweitklassige Fußballliga im Sportgau Westfalen in der Zeit des Nationalsozialismus. Sie diente als Unterbau der Gauliga Westfalen, existierte von 1933 bis 1944 und wurde in mehreren Gruppen ausgespielt. Die Sieger der Gruppen spielten dann in einer Aufstiegsrunde die zwei Aufsteiger zur erstklassigen Gauliga Westfalen aus. Ab 1940 hieß die Bezirksklasse 1. Klasse Westfalen.

## Geschichte
Nach der durch die Gleichschaltung bedingten Auflösung des Westdeutschen Spiel-Verband 1933 wurden die Mannschaften aus Westfalen in den Sportgau IX Westfalen eingeordnet. Die zehn in der Saison 1932/33 bestplatzierten westfälischen Vereine der Westdeutschen Fußballmeisterschaft erhielten einen Startplatz in der erstklassigen Gauliga, die restlichen Vereine wurden in die unteren Ligen eingeordnet.
Die Bezirksklasse Westfalen startete 1933/34 mit fünf Gruppen zu je elf bzw. zwölf teilnehmenden Mannschaften. Bereits zur kommenden Spielzeit wurde die Spielklasse auf sechs Gruppen erweitert, der in zwei Gruppen ausgetragene Industriebezirk spaltete sich in die Gruppen Bochum, Dortmund und Gelsenkirchen. Die nächste Änderung gab es 1937/38, die Gruppe 4 wurde in Siegerland umbenannt, zusätzlich wurde die Gruppe 7 Sauerland gegründet. Ab 1942/43 kamen kriegsbedingt weitere Gruppen hinzu, die Namen sind nicht überliefert.
Kriegsbedingt erfolgte die Auflösung der 1. Klasse nach der Spielzeit 1943/44. Alle noch spielfähigen Mannschaften im Gau wurden in verschiedene Sportkreisgruppen aufgeteilt.

## Spielzeiten der Bezirksklasse Westfalen 1934–1944
Fettgedruckte Mannschaften setzten sich in der anschließenden Aufstiegsrunde durch und stiegen zur kommenden Spielzeit in die Gauliga Westfalen auf.

### 1933/34
| Saison  | Sieger Gruppe 1 (Industriebezirk 1) | Sieger Gruppe 2 (Industriebezirk 2) | Sieger Gruppe 3 (Münster) | Sieger Gruppe 4 (Arnsberg) | Sieger Gruppe 5 (Minden) |
| ------- | ----------------------------------- | ----------------------------------- | ------------------------- | -------------------------- | ------------------------ |
| 1933/34 | MBV Linden 05                       | Westfalia Herne                     | Union Recklinghausen      | FC Schwelm 06              | VfB 03 Bielefeld         |

### 1934/35 – 1936/37
| Saison  | Sieger Gruppe 1 (Dortmund) | Sieger Gruppe 2 (Gelsenkirchen) | Sieger Gruppe 3 (Münster) | Sieger Gruppe 4 (Arnsberg) | Sieger Gruppe 5 (Minden) | Sieger Gruppe 6 (Bochum) |
| ------- | -------------------------- | ------------------------------- | ------------------------- | -------------------------- | ------------------------ | ------------------------ |
| 1934/35 | Alemannia Dortmund         | Erler SV 08                     | SuS 13 Recklinghausen     | SV Hemer 08                | VfB 03 Bielefeld         | TuS Bochum 08            |
| 1935/36 | Borussia Dortmund          | SV Rotthausen                   | SuS 13 Recklinghausen     | Sportfreunde Siegen        | VfB 03 Bielefeld         | Vgt. Preußen Bochum      |
| 1936/37 | Arminia Marten             | SpVgg Röhlinghausen             | Preußen Münster           | SpVgg Klafeld-Geisweid     | Arminia Bielefeld        | MBV Linden 05            |

### 1937/38 – 1938/39
| Saison  | Sieger Gruppe 1 (Dortmund) | Sieger Gruppe 2 (Gelsenkirchen) | Sieger Gruppe 3 (Münster) | Sieger Gruppe 4 (Siegerland) | Sieger Gruppe 5 (Minden) | Sieger Gruppe 6 (Bochum) | Sieger Gruppe 7 (Sauerland) |
| ------- | -------------------------- | ------------------------------- | ------------------------- | ---------------------------- | ------------------------ | ------------------------ | --------------------------- |
| 1937/38 | Alemannia Dortmund         | Union Gelsenkirchen             | Preußen Münster           | Sportfreunde Siegen          | Arminia Bielefeld        | SG Wattenscheid 09       | FC Schwelm 06               |
| 1938/39 | SG Mengede                 | BSG Gelsenguß Gelsenkirchen     | SC Münster 08             | Sportfreunde Siegen          | VfB 03 Bielefeld         | MBV Linden 05            | SuS Hüsten 09               |
| 1939/40 | VfL Altenbögge             | Union Gelsenkirchen             | SC Münster 08             | Sportfreunde Siegen          | VfR Heessen              | Vgt. Preußen Bochum      | DSC Hagen                   |
| 1940/41 | VfL Altenbögge             | SpVgg Herten                    | Borussia Rheine           | SV Olpe                      | BSG Dürkopp Bielefeld    | SV Höntrop               | SuS Hüsten 09               |
| 1941/42 | Arminia Marten             | STV Horst-Emscher               | Preußen Münster           | SV Olpe                      | Teutonia Lippstadt       | Vgt. Preußen Bochum      | DSC Hagen                   |

### 1942/43 – 1943/44
| Saison  | Sieger Gruppe 1    | Sieger Gruppe 2      | Sieger Gruppe 3 | Sieger Gruppe 4      | Sieger Gruppe 5       | Sieger Gruppe 6    | Sieger Gruppe 7     | Sieger Gruppe 8     | Sieger Gruppe 9   |
| ------- | ------------------ | -------------------- | --------------- | -------------------- | --------------------- | ------------------ | ------------------- | ------------------- | ----------------- |
| 1942/43 | Alemannia Dortmund | TuS Reichsbahn Wanne | Preußen Münster | KSG Siegen           | VfR Heessen           | SG Wattenscheid 09 | DSC Hagen           | SpVgg Erkenschwick  | nicht ausgetragen |
| 1943/44 | BC Bövinghausen    | SC Hassel            | Borussia Rheine | KSG Siegen-Eiserfeld | Sportfreunde Gladbeck | SG Wattenscheid 09 | Sportunion Hagen 10 | Wehrmacht SG Minden | KSG Ahlen         |